# 來整
來整（约6世纪—618年），江都人，隋朝官员。来护儿的儿子。
來整大哥來楷，官至散骑郎、朝散大夫。二哥來弘，官至果毅郎将、金紫光禄大夫。來整官至武贲郎将、右光禄大夫。來整尤其骁勇，善于安抚士众，击讨群盗，所到之处都获得胜利。诸盗非常害怕他，为他作了首歌谣：“长白山头百战场，十十五五把长枪，不畏官军十万众，只畏荣公第六郎。”宇文化及之乱，來整和来护儿、來楷、來弘遇害，只有來整两个幼弟來恒、來濟获免。